# Monika Dettwiler
Monika Dettwiler (* 17. April 1948 in Zürich; heimatberechtigt in Reigoldswil) ist eine schweizerisch-italienische Journalistin und Autorin.
Monika Dettwiler ist promovierte Historikerin und hat in Rom Geschichte, Kunstgeschichte und Archäologie studiert und dort zunächst als Journalistin und Organisatorin von Kulturreisen gearbeitet. Ihr erster Roman, «Berner Lauffeuer», erschien 1998 und stand fünf Monate lang auf der Bestsellerliste des Schweizer Buchhändler- und Verleger-Verbands. Im Jahre 1999 kehrte Monika Dettwiler in die Schweiz zurück. Sie arbeitete ab dem Jahr 2000 als Journalistin bei der Reformierten Presse und war von 2007 bis zu ihrer Pensionierung im Jahr 2013 Co-Chefredaktorin.
Sie lebt im Kanton Zürich und hat zwei erwachsene Söhne.

## Werke

### Romane
- Berner Lauffeuer. Roman zur Gründung des Schweizer Bundesstaates. Zytglogge, Gümligen 1998, ISBN 3-7296-0560-7.
- Das Siegel der Macht. Ein historischer Roman um das Jahr 1000. Weitbrecht, Stuttgart/Wien/Bern 2000, ISBN 3-522-71625-6.
- Der goldene Fluss. Historischer Roman. Kabel, München 2003, ISBN 3-8225-0626-5.
- Meerfeuer. Die Geschichte der Augustine W. Roman. Zytglogge, Oberhofen am Thunersee 2008, ISBN 978-3-7296-0752-1.
- Nordwestbrise. Historischer Roman. Appenzeller Verlag, Herisau 2012, ISBN 978-3-85882-593-3.

### Kurzgeschichten
- Ein Toter zu viel in San Callisto. In: Paul Ott (Hrsg.): Im Morgenrot. Die besten Kriminalgeschichten aus der Schweiz. Scherz, Bern 2001, ISBN 3-502-51801-7.
- Aroser Urne für Trinidad. In: Paul Ott (Hrsg.): Tatort Schweiz. 18 kriminelle Geschichten. Limmat, Zürich 2005, ISBN 3-85791-477-7, S. 9–24.
- Seegrund. In: Paul Ott (Hrsg.): Tatort Schweiz 2. 23 kriminelle Geschichten aus der viersprachigen Schweiz. Limmat, Zürich 2007, ISBN 978-3-85791-539-0.
- Die Radikalen sind eine höllische Drachenbrut. in: Paul Ott, Fritz von Gunten (Hrsg.): Gotthelf lesen – auf dem Weg zum Original. h.e.p. verlag ag, Wil 2004, ISBN 3-03905-079-6.